# Пізенери (Яндобинське сільське поселення)
Пізене́ри (рос. Пизенеры, чув. Пиçенер) — присілок у складі Аліковського району Чувашії, Росія. Входить до складу Яндобинського сільського поселення.
Населення — 100 осіб (2010; 134 у 2002).
Національний склад:
- чуваші — 99 %